# Kroktjärnen (Bjurholms socken, 711548-165942)
Kroktjärnen är en sjö i den del av Bjurholms kommun som ligger i Västerbotten samt i Lycksele kommun i Lappland. Den ingår i Öreälvens huvudavrinningsområde. Sjön har en area på 0,1 kvadratkilometer och ligger 254,1 meter över havet. Sjön avvattnas av vattendraget Hammonsbäcken.

## Delavrinningsområde
Kroktjärnen ingår i det delavrinningsområde (711541-165844) som SMHI kallar för Utloppet av Kroktjärnen. Medelhöjden är 295 meter över havet och ytan är 2,32 kvadratkilometer. Räknas de 2 avrinningsområdena uppströms in blir den ackumulerade arean 7 kvadratkilometer. Hammonsbäcken som avvattnar avrinningsområdet har biflödesordning 3, vilket innebär att vattnet flödar genom totalt 3 vattendrag innan det når havet efter 109 kilometer. Avrinningsområdet består mestadels av skog (96 procent). Avrinningsområdet har 0,1 kvadratkilometer vattenytor vilket ger det en sjöprocent på 4,3 procent.